# Most Dębiński w Poznaniu
Most Dębiński (Most Starołęcki) w Poznaniu – most kolejowy na rzece Warcie, w granicach administracyjnych miasta Poznania.

## Położenie
Jest położony pomiędzy dwoma mostami drogowymi: Lucjana Ballenstedta i Przemysła I, w ciągu linii kolejowej Poznań-Kluczbork. Łączy lewobrzeżną dzielnicę Dębina (Osiedle Zielony Dębiec) z prawobrzeżną dzielnicą Starołęką (Osiedle Starołęka-Minikowo-Marlewo).

## Historia
Pierwsza konstrukcja w tym miejscu powstała w latach 1874–1875. Był to obronny most kolejowy o rozpiętości 198 metrów. Pięcioprzęsłowa konstrukcja stalowa z dźwigarami wspornikowymi miała oryginalną konstrukcję - otóż dwa przęsła skrajne, oraz środkowe posiadały łukowatą kratownicę i dolną płytę. Opierały się one zaś nie na filarach, a na dwóch pozostałych przęsłach o górnej płycie, oraz na przyczółkach. Każde z przęseł o górnym blacie wspierało się na dwóch filarach, most łącznie miał ich zatem cztery, z czego dwa wschodnie znajdowały się w nurcie rzeki. Była to pierwotnie konstrukcja jednotorowa. Most z obu stron zamykały bramy o żelaznych wrotach. Zdobiły je wieżyczki. Na przyczółku zachodnim od strony północnej i na przyczółku wschodnim od strony południowej zbudowano budynki łączące funkcję blokhauzów i wartowni na planie prostokąta o wymiarach 6 m na 9 m, które krótszym bokiem były zwrócone do bramy. Ich czoła miały obwód półkolisty, wyposażono je w strzelnice dla karabinów. Budynki te wieńczyły blanki.
W 1903 roku dodano kładkę dla pieszych, a w 1910 roku od strony południowej, na osobnej konstrukcji kratownicowej ułożono drugi tor. Bramy i blokhauzy-wartownie rozebrano w dwudziestoleciu międzywojennym.
Most został wysadzony przez wycofujące się we wrześniu 1939 polskie wojsko. Niemcy dość szybko odbudowali oba tory wykorzystując do tego celu resztki zniszczonego mostu. Nowa konstrukcja miała budowę blachownicową. Most został ponownie wysadzony przez wycofujące wojska, tym razem niemieckie, podczas walk na początku 1945 roku.
Most ponownie odbudowano po zakończeniu II wojny światowej, przy czym konstrukcja toru południowego nawiązuje do pierwotnej konstrukcji. W 1971 roku nazwano go oficjalnie Mostem Dębińskim. Most posiadał również przejście techniczne, które przez pieszych było wykorzystywane jako kładka łącząca Starołękę z Dębcem. Od 9 grudnia 2012 roku czynny był tylko jeden tor z uwagi na zły stan jednego z przęseł. Ruch odbywał się wahadłowo. Z uwagi na zły stan techniczny kładki, w lutym 2013 roku została ona oznakowana zakazem przejścia dla osób nieupoważnionych. Z czasem, dla bezpieczeństwa, wejście zostało z obu stron zaspawane z zamiarem przywrócenia mu, po remoncie mostu, funkcji przejścia dla pracowników technicznych PKP (przejście nie spełniało norm prawnych przewidzianych dla kładek). Ostatecznie kładkę odtworzono w trakcie remontu całego mostu i w 2015 zadeklarowano, że będzie ogólnodostępna, choć na maj 2019 możliwość legalnego z niej korzystania wciąż nie była zapewniona.

## Opis
Współczesny most ma 2 tory kolejowe. Jego remont odbywał się w latach 2014–2015, przy czym dojście do kładki dla pieszych dobudowano dopiero w 2017.

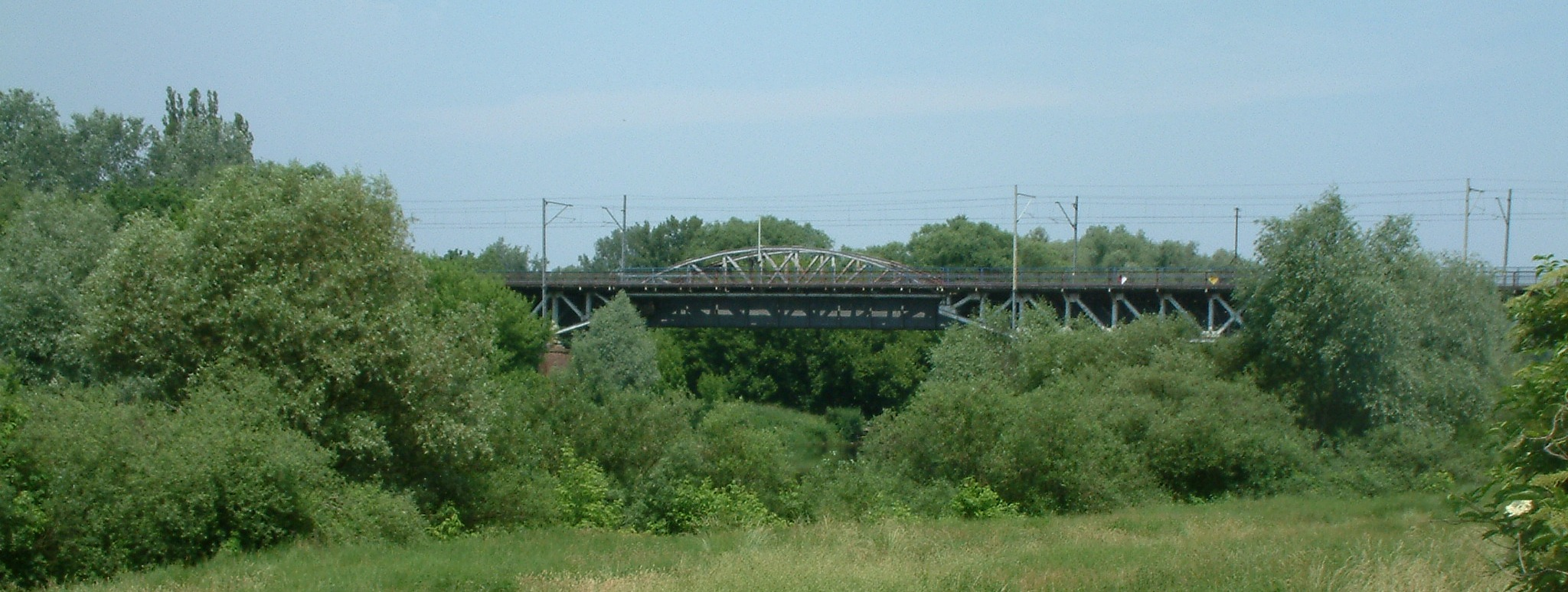
Most Dębiński-panorama.
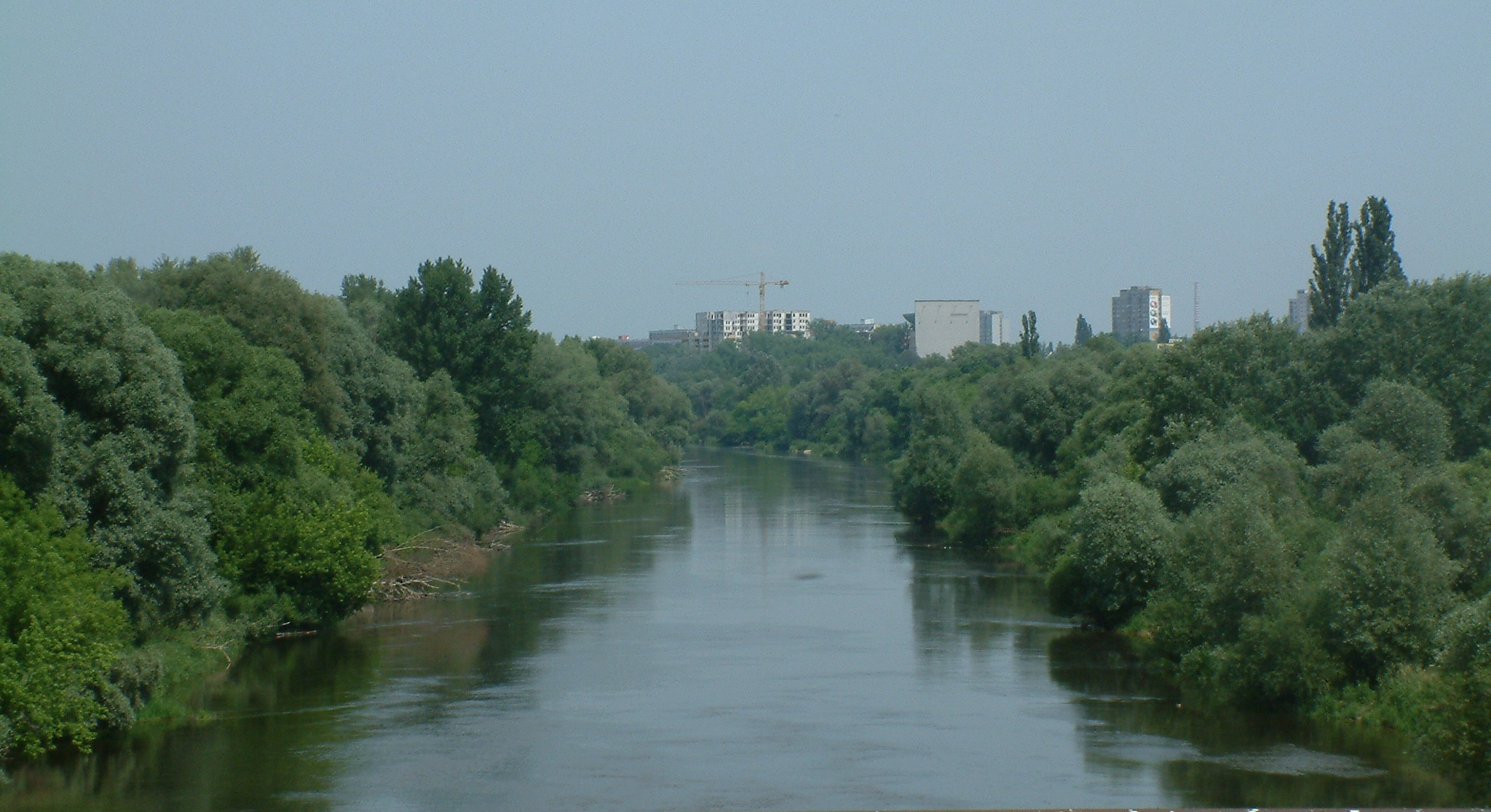
Dębina (po lewej) i Starołęka (po prawej), w oddali Rataje widziane z mostu Dębińskiego.
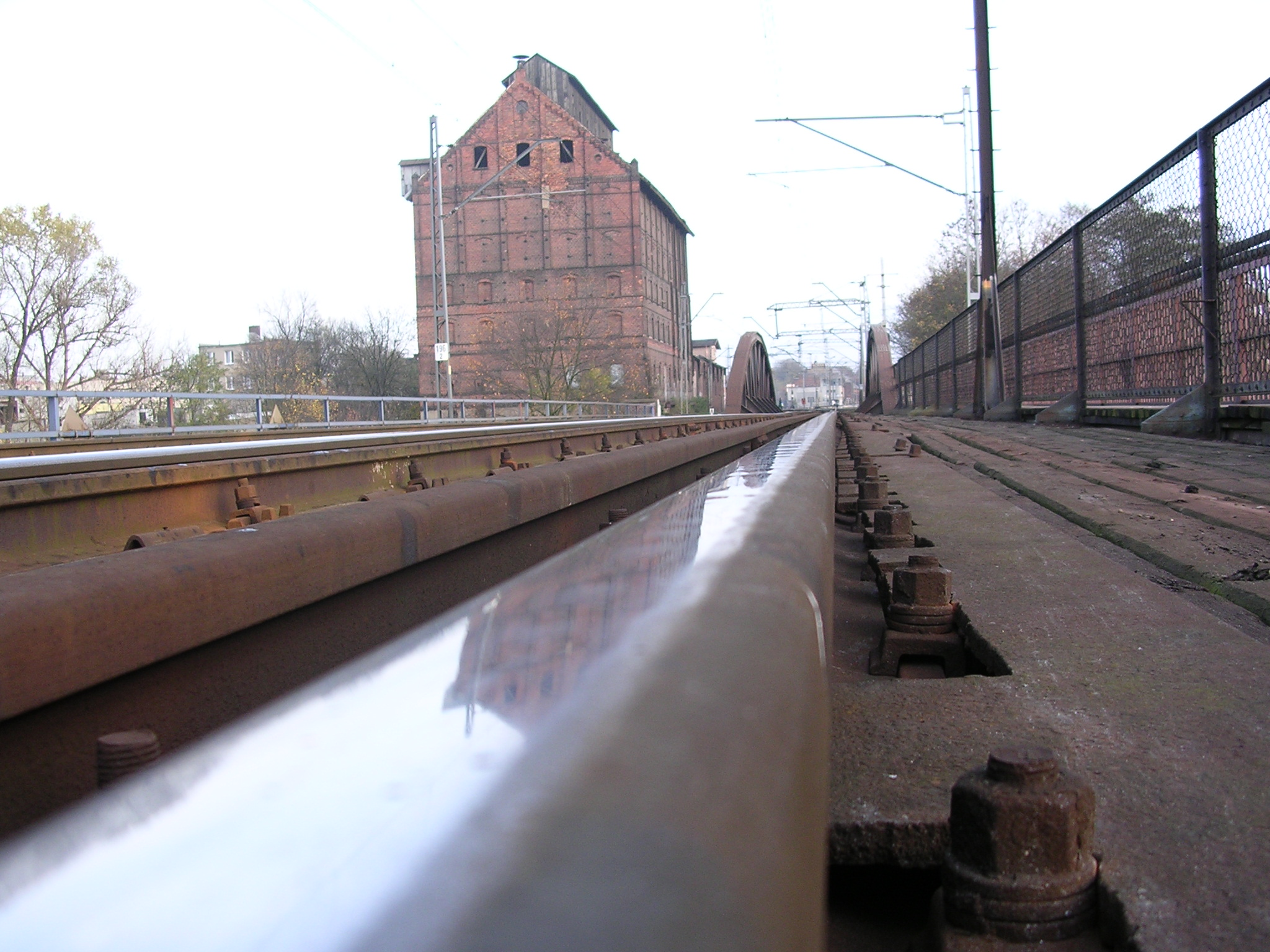
Widok od strony Dębiny na stację Starołęka, po lewej nieistniejący już budynek.